# Karolina kutya
A karolina kutya (carolina dog) vagy amerikai dingó egy amerikai kutyafajta.

## Történet
Kialakulása Kr.e. 1000 körül. Az észak-amerikai kutyafajták legrégibb típusaira emlékeztet. Egykor az indiánok szolgálatában állhatott, ma az ország déli államaiban elterjedtebb. 

## Külleme
Marmagassága 56 centiméter, tömege 13,5-18 kilogramm. A világ más területein élő páriakutyákhoz, például a dingóhoz hasonló megjelenésű eb. Tömött, aranysárga színű bunda, feltűnően csontos koponya és arcorr jellemzi.

## Jelleme
Természete mozgékony és tartózkodó. Számos példány félvadon él, de kölykei könnyen megszelídíthetők és betaníthatók nyájőrzésre, kisebb vadak elejtésére. 

## Külső hivatkozások
- Az első kutyák nyomában. Sulinet.hu. [2012. november 30-i dátummal az eredetiből archiválva]. (Hozzáférés: 2010. szeptember 1.)
- Did Carolina Dogs Arrive With Ancient Americans? (angol nyelven). National Geographics News. (Hozzáférés: 2010. szeptember 1.)
- Karolina kutya német tenyésztői oldala (német nyelven). carolinadogs.de. (Hozzáférés: 2010. szeptember 1.)
- Karolina kutya fajtaleírás, jellemzői, tulajdonságai - Dogell.com